# Aulacaspis gudalura
Aulacaspis gudalura är en insektsart som först beskrevs av Green 1919.  Aulacaspis gudalura ingår i släktet Aulacaspis och familjen pansarsköldlöss. Inga underarter finns listade i Catalogue of Life.